# 湘南海の女王・海の王子コンテスト
湘南江の島海の女王・海の王子コンテスト（しょうなんうみのじょおう・うみのおうじコンテスト）は、毎年7月の海の日前後の週末に藤沢市で行われるコンテストの名称。主催は社団法人藤沢市観光協会。

## コンテストの概要
このコンテストの応募要綱は以下のとおりである。
1. 神奈川県・東京都に在住
2. 18歳以上の未婚女性・未婚男性（高校生不可）
3. 入賞日から一年間、観光行事等に参加できる方
4. モデル・タレント等の特定契約がなく、以前に同種コンテスト等での入賞経験がない方

海の女王（3名）と海の王子（2名）の入賞者には賞状、賞金、副賞が与えられる。任期は1年間で、藤沢市で行われる各種イベントに参加することが出来る。また全国での広報宣伝活動も行っており、地方でのラジオ・テレビ出演なども勢力的に行っている。

## 沿革
- 1949年（昭和24年） - 藤沢市観光課主催で麗姿江の島青春祭「ミス弁天」開催。
- 1950年（昭和25年） - 江の島スプリングショー「ミス藤沢」と改称。
- 1953年（昭和28年） - 「ミス貝姫コンテスト」と改称。
- 1955年（昭和30年） - 「海の女王コンテスト」と改称。
- 1959年（昭和34年） - 藤沢市、マイアミビーチ市と姉妹都市提携。
- 1960年（昭和35年） - 「江の島マイアミビーチの女王コンテスト」と改称。
この名称がいつまで用いられたか不明だが、「海の女王コンテスト」に戻る。
- 1995年（平成7年） - 社団法人藤沢市観光協会設立。
- 1996年（平成8年） - 藤沢市観光協会主催で「湘南江の島海の女王＆海の王子コンテスト」と改称。
- 2021年（令和3年） - 2年ぶりに開催。

## エピソード
- 日本テレビアナウンサーの辻岡義堂（当時、慶應義塾大学在学）は海の王子（2005年度）を、瀬戸内海放送アナウンサーの荒川千登勢は海の女王（2013年度）を、NHKアナウンサーの矢崎智之（当時、東京大学大学院在学）は海の王子（2015年度）を務めた。
- 元皇族である小室眞子の配偶者である小室圭は海の王子(2010年度)を務めた。